# Дионисос (волейбольный клуб)
Атлетическая команда «Дионисос» (греч. Αθλητική Ομάδα Διόνυσος, Α.Ο. Διόνυσου) — кипрский спортивный клуб из города Пафос, основное направление — волейбол. Был основан в 1983 году в деревне Струмби (в 17 км от Пафоса) как Атлетический клуб «Дионисос» в Струмби (Αθλητικός Σύλλογος Διόνυσος Στρουμπίου), но в 1991 году переехал в Пафос.
Летом 2012 года был переименован. Назван в честь Диониса.

## История
Чемпион класса B и класса рост
В сезоне 1991/92 клуб выиграл группу В (2-ю лигу) национального чемпионата и обеспечил себе повышение в высшую лигу, где играл в течение трёх сезонов. Потом 4 сезона клуб опять участвовал в группе В, будучи укомплектован молодыми 16-17-летними волейболистами. В сезоне 1999/2000 команда опять вернулась в группу А, после чего выступает успешно, завоевав за десять лет несколько титулов. С конца 1990-х годов успехам клуба способствовал играющий тренер Драган Милошевич (Ντράγκαν Μιλόσεβιτς).

## Титулы
- Серебряный призёр чемпионата Кипра: 2005, 2006
- Обладатель Кубка Кипра: 2007
- Обладатель Суперкубка Кипра: 2007